# Acacia adhaerens
Acacia adhaerens är en ärtväxtart som beskrevs av George Bentham. Acacia adhaerens ingår i släktet akacior, och familjen ärtväxter. Inga underarter finns listade i Catalogue of Life.